# Korte Kerkstraat (Paramaribo)
De Korte Kerkstraat is een straat in de historische binnenstad van Paramaribo. De straat begint bij de Keizerstraat en splitst zich bij de Centrumkerk op in de Grote Kerkstraat links en het Kerkplein rechts.

## Bouwwerken
Het is een korte straat met rond de vijf bouwwerken, waaronder het hoofdpostkantoor. In de eerste helft van de 20e eeuw bevond zich hier een fietsenstalling. Het adres van het hoofdpostkantoor evenals het nationale postbedrijf Surpost is ondanks hun locatie het Kerkplein 1.

### Monument
Het volgende pand in de Korte Kerkstraat staan op de monumentenlijst:
| Omschrijving | Bouwjaar | Adres              | Coördinaten                  | Objectnummer? | Afbeelding  |
| ------------ | -------- | ------------------ | ---------------------------- | ------------- | ----------- |
| woonhuis     |          | Korte Kerkstraat 2 | 5° 49' 36" NB, 55° 9' 21" WL | CPO 089       | Upload foto |

## Gedenkteken

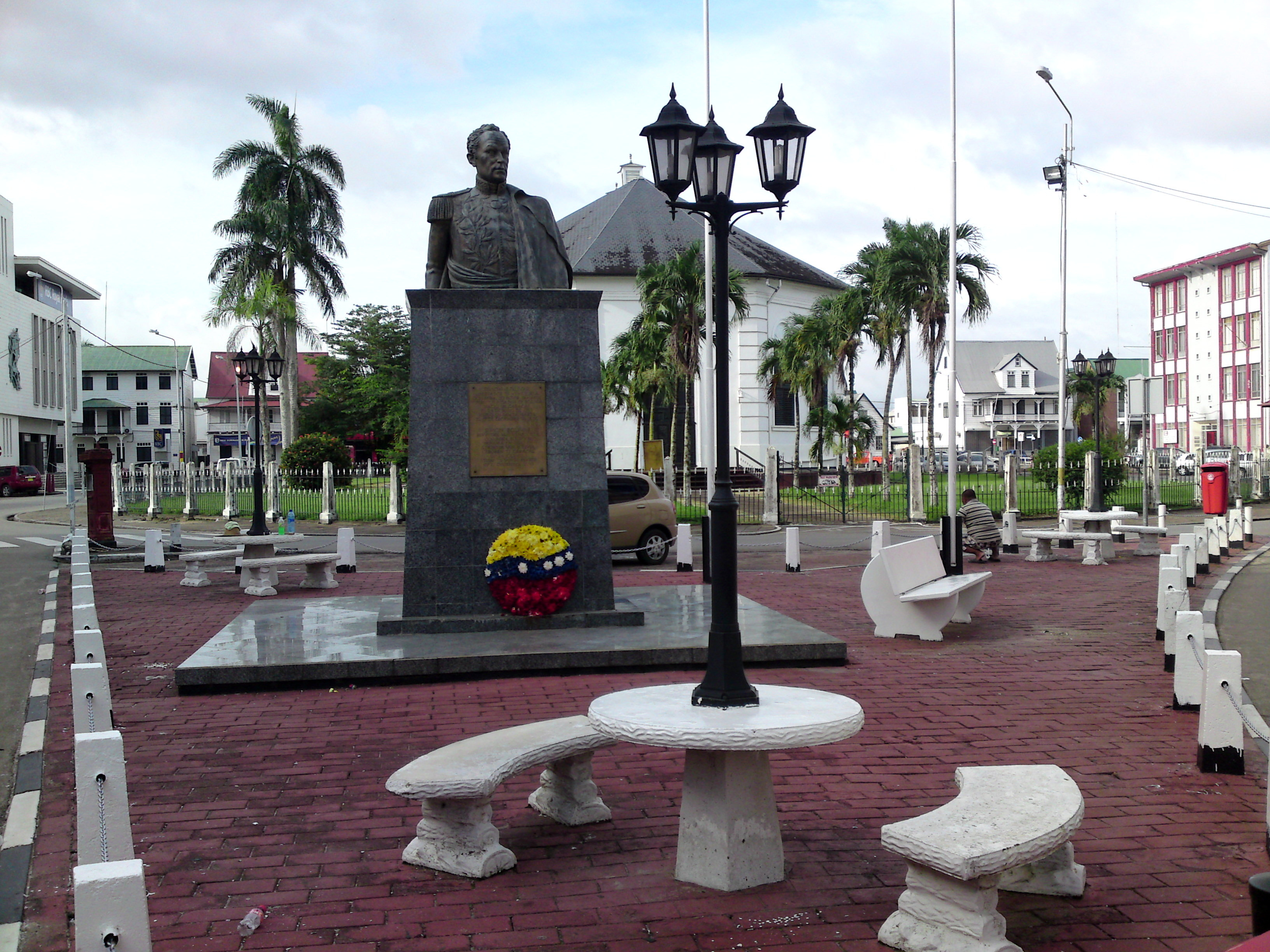
Buste van Simón Bolívar, 2014

Op de splitsing naar de Grote Kerkstraat en het Kerkplein staat een buste van Simón Bolívar met eromheen meerdere bankjes. Simón Bolívar was een Venezolaans militair. Tussen 1810 en 1825 bevrijdde hij de Spaanse kolonies Venezuela, Colombia, Ecuador, Panama en  Peru, en stichtte hij Bolivia. Hij wordt el El Liberador genoemd.
In 1951 bood de Venezolaanse consul Casanova Tovar uit naam van zijn regering aan om een borstbeeld van Bolívar te schenken. Na vier jaar geharrewar werd voor deze locatie gekozen. Het beeld werd onthuld tijdens de Venezolaanse Onafhankelijkheidsdag op 19 april 1955, in aanwezigheid van premier Johan Ferrier en gouverneur Jan Klaasesz.
| Onderwerp           | Type       | Kunstenaar | Onthulling | Locatie               | Omschrijving                         |
| ------------------- | ---------- | ---------- | ---------- | --------------------- | ------------------------------------ |
| Buste Simón Bolívar | borstbeeld | onbekend   | 1955       | tegenover postkantoor | Latijns-Amerikaans vrijheidsstrijder |

## Stadsbrand van 1821

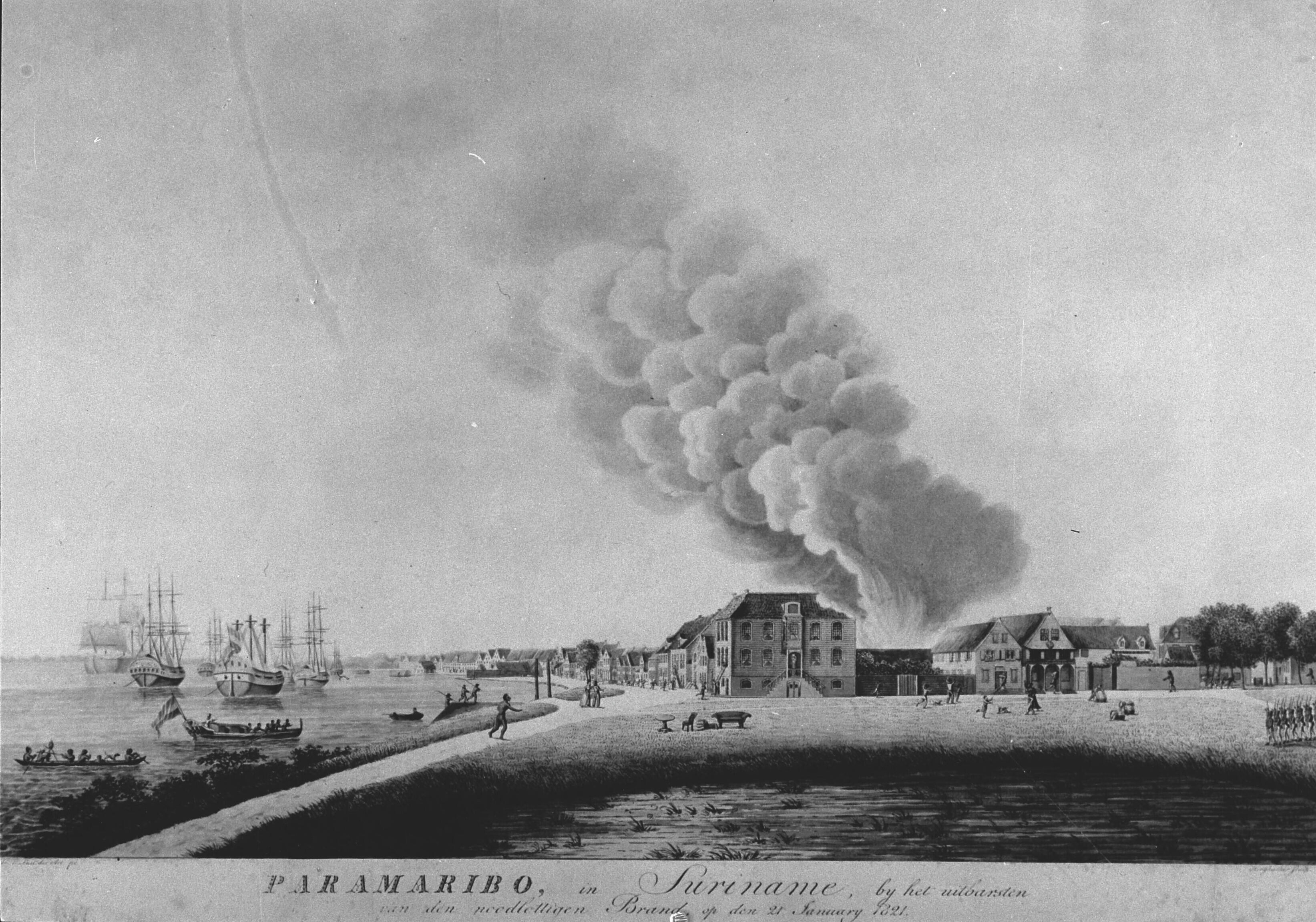
Prent van de stadsbrand van 1821

Op zondagmiddag 21 januari 1821 brak rond half twee brand uit in een huis op de hoek van het Gouvernementsplein en de Waterkant. De brand bleef vervolgens overslaan op andere huizen tot de brand de volgende dag om twaalf uur onder controle was. In tien straten brandden alle huizen af. De Korte Kerstraat en andere straten werden zwaar getroffen.